# ライリー・スミス (野球)
ライリー・ウェイド・スミス（Riley Wade Smith, 1995年1月15日 - ）は、アメリカ合衆国テキサス州アンジェリーナ郡ラフキン出身のプロ野球選手（投手）。右投右打。MLBのコロラド・ロッキーズ傘下所属。

## 経歴
サンジャッキント大学在学時の2015年、MLBドラフト31巡目（全体937位）でピッツバーグ・パイレーツから指名されたが、この時は契約しなかった。
ルイジアナ州立大学在学時の2016年、MLBドラフト24巡目（全体719位）でアリゾナ・ダイヤモンドバックスから指名され、プロ入り。契約後、傘下のA-級ヒルズボロ・ホップスでプロデビュー。25試合に登板して2勝0敗2セーブ、防御率2.51、30奪三振を記録した。
2017年はA-級ヒルズボロとA級ケーンカウンティ・クーガーズでプレーし、2球団合計で22試合（先発16試合）に登板して7勝4敗、防御率3.07、84奪三振を記録した。
2018年はA+級バイセイリア・ローハイドでプレーし、26試合（先発25試合）に登板して8勝6敗、防御率3.57、148奪三振を記録した。
2019年はAA級ジャクソン・ジェネラルズとAAA級リノ・エーシズでプレーし、2球団合計で25試合に先発登板して6勝6敗、防御率4.43、110奪三振を記録した。オフの11月20日にはルール・ファイブ・ドラフトでの流出を防ぐために40人枠入りした。
2020年8月24日にメジャー初昇格を果たし、26日のコロラド・ロッキーズ戦でメジャーデビュー。この年はメジャーで6試合に登板して2勝0敗、防御率1.47、18奪三振を記録した。

## 詳細情報

### 年度別投手成績
| 年 度    | 球 団    | 登 板 | 先 発 | 完 投 | 完 封 | 無 四 球 | 勝 利 | 敗 戦 | セ 丨 ブ | ホ 丨 ル ド | 勝 率 | 打 者 | 投 球 回 | 被 安 打 | 被 本 塁 打 | 与 四 球 | 敬 遠 | 与 死 球 | 奪 三 振 | 暴 投 | ボ 丨 ク | 失 点 | 自 責 点 | 防 御 率 | W H I P |
| -------- | -------- | ----- | ----- | ----- | ----- | -------- | ----- | ----- | -------- | ----------- | ----- | ----- | -------- | -------- | ----------- | -------- | ----- | -------- | -------- | ----- | -------- | ----- | -------- | -------- | ------- |
| 2020     | ARI      | 6     | 0     | 0     | 0     | 0        | 2     | 0     | 0        | 0           | 1.000 | 70    | 18.1     | 15       | 1           | 5        | 0     | 0        | 18       | 0     | 0        | 3     | 3        | 1.47     | 1.09    |
| 2021     | ARI      | 24    | 6     | 0     | 0     | 0        | 1     | 4     | 1        | 0           | .200  | 301   | 67.1     | 86       | 10          | 15       | 2     | 4        | 36       | 0     | 0        | 46    | 45       | 6.01     | 1.50    |
| MLB：2年 | MLB：2年 | 30    | 6     | 0     | 0     | 0        | 3     | 4     | 1        | 0           | .429  | 371   | 85.2     | 101      | 11          | 20       | 2     | 4        | 54       | 0     | 0        | 49    | 48       | 5.04     | 1.41    |

- 2021年度シーズン終了時

### 背番号
- 46（2020年 - 2021年）